# Kakóvolo
Kakóvolo (en grec moderne : Κακόβολο) est une montagne située à Kythnos, en Grèce. C'est le point culminant de l'île, à 356 m d'altitude.

## Géographie
Kakóvolo est situé sur le côté nord-ouest de Kythnos. Son sommet  à 356 mètres est le point le plus élevé de l'île.

## Histoire
Dans la région de Kakóvolo, des installations datant de la période cycladique précoce (âge du bronze précoce) ont été découvertes. La montagne a été associée aux croyances et légendes populaires de Kythnos.
Des mines abandonnées sont présentes sur les pentes de la montagne. À leur apogée, elles étaient exploitées non seulement par les habitants de Kythnos, mais aussi par des personnes venues d'ailleurs. Les minéraux après leur extraction étaient chargés au port du village de Loutrá. Les mines sont tombées en déclin et ont été abandonnées au siècle dernier.

## Randonnée
Il existe des sentiers de randonnée dans la région de Kakóvolo.